# بوریس سلیتسکی
بوریس سلیتسکی (روسی: Борис Серге́евич Селицкий؛ زادهٔ ۲۲ سپتامبر ۱۹۳۸) وزنه‌بردار اهل اتحاد جماهیر شوروی سوسیالیستی بود.
وی در مسابقات کشوری و بین‌المللی در مجموع برندهٔ ۱ مدال طلا شده‌است.